# Человек и биосфера
Программа «Человек и биосфера» (англ. The Man and the Biosphere Programme, MAB) — продолжение Международной биологической программы ЮНЕСКО. Программа представляет план работ для междисциплинарных исследований, призванных улучшить взаимодействие человека с его природным окружением. Основными целями программы является определение экологических, социальных и экономических последствий от потери биоразнообразия, а также сокращение таких потерь. Для своей работы программа использует Всемирную сеть биосферных резерватов.
Программа была создана в 1971 году, а уже в 1974 году (по базе данных программы в 1976 году) в США был создан первый биосферный заповедник. В 1983 году прошёл первый международный конгресс по биосферным заповедникам, который определил план действий по исследованиям и мониторингу, а также взаимодействию с местными сообществами. Севильская стратегия, выработанная на конференции ЮНЕСКО в Севилье (Испания) в 1995 году и подчёркивающая важность создания и управления биосферными заповедниками, нашла своё отражение в Мадридском плане действий, утверждённом на конференции в Мадриде в 2008 году.

## История
В конце 1960-х годов возросла популярность идеи об использовании научного подхода к проблеме сохранения биоразнообразия, что нашло своё отражение в создании мировой сети природоохранных зон, на базе которой стали развиваться международные программы сотрудничества и обмена. В 1970 году на Генеральной Конференции ЮНЕСКО было поддержано создание долгосрочной межправительственной и междисциплинарной программы «Человек и биосфера». Первое заседание Международного Координационного Совета (МКС), управляющего программой, в ноябре 1971 года считается днём основания программы.
Идея создания специальных зон, в которых можно заниматься не только сохранением биологического разнообразия, но и мониторингом экологических процессов, появилась почти сразу. Специалисты ООН предложили для биосферных заповедников концепцию зонирования, которая заключается в создании трёх специальных зон: "чистое" ядро, буферная зона (зона "поглощения") и переходная зона, или зона сотрудничества с местным населением. В 1974 году в США был основан первый биологический заповедник, основной деятельностью которого было проведение долгосрочных исследований. Первые биологические заповедники открывались на базе уже существующих особо охраняемых природных территорий, где стали проводиться научные исследования под эгидой МАБ. Соответственно, они практически не выполняли функции сотрудничества и у них отсутствовала переходная зона.
В СССР принципы работы биосферных заповедников стали разрабатываться Научным советом по проблемам биосферы при Президиуме АН СССР.  В 1977 г. председатель научного совета  А. П. Виноградов поручил И. П. Герасимову, В. Е. Соколову и Ю. А. Израэлю подготовить предложения об организации в СССР сети биосферных заповедников. Распоряжение А. П. Виноградова опиралось на принятое 7 июля 1974 г. советско-американским правительством соглашение по выполнению программы ЮНЕСКО «Человек и биосфера», согласно которому СССР и США договорились выделить территории для создания биосферных заповедников. Создание биосферных заповедников было направлено на охрану ценных генетических линий растений и животных и проведение научных исследований по воздействию промышленных загрязнений на биоту..

## Исследования
Сохранение ценностей экосистем является основной задачей программы. В данном контексте человек является агрессивным элементом системы. По инициативе МКС ещё в начале 1970-х годов был проведён ряд исследований, определяющих степень воздействия человека на природные системы, изучающих проблемы использования пестицидов, урбанизации и т. д, в общей сложности 13 исследовательских программ.
Генеральная конференция ЮНЕСКО предполагает следующий подход программы «Человек и биосфера» к своей деятельности:
- максимальное сокращение потерь биоразнообразия за счёт использования соответствующих научных знаний при принятии решений;
- повышение уровня сохранности окружающей среды за счёт создания международной сети биосферных заповедников или резерватов;
- увеличение взаимодействия между культурным и биологическим разнообразием.

В целях сокращения потерь биоразнообразия сделан акцент на широкий спектр междисциплинарных наук, включая экологическую, социальную и экономическую оценку потерь и способов их уменьшения. Основой такого подхода является создание сети научных центров для интегрированного управления экосистемами. Особое внимание программа уделяет пропаганде и разработке множественного подхода к устойчивому развитию в высших учебных заведениях и научно-исследовательских институтах.
Повышение уровня сохранности окружающей среды достигается путём построения взаимосвязи между сохранением биоразнообразия и социо-экономическим развитием в контексте биосферных заповедников. Международная сеть биосферных заповедников совместно с региональными комитетами в этом случае является своеобразным двигателем для обмена знаниями и опытом, для образовательных и исследовательских программ и мониторинга, для принятия совместных решений. В рамках этого подхода происходит создание международных биосферных заповедников, усиление научной базы (в частности программа комплексного мониторинга биосферного заповедника англ. Biosphere Reserve Integrated Monitoring (BRIM)), поддержка региональных и тематических сетей в рамках программы.
В рамках увеличения взаимодействия между культурным и биологическим разнообразием особое внимание уделяется культурным ландшафтам и историческим объектам, в частности объектам всемирного наследия.

## Управление
Программа «Человек и биосфера» управляется Международным Координационным Советом и национальными комитетами. МКС состоит из 34 членов, которые избираются раз в два года на Генеральной Конференции ЮНЕСКО. На каждой сессии генеральной конференции половина членов совета складывает свои полномочия и выбираются новые члены из тех же региональных групп. Члены совета могут быть переизбраны. Кроме того, проходят выборы главы совета и пяти его заместителей.
Заседания МКС проходят раз в два года в штаб-квартире ЮНЕСКО в Париже . Каждый представитель имеет право одного голоса, однако он может прислать для участия в сессии любое количество экспертов. Кроме того, в заседаниях могут принимать участие члены ЮНЕСКО, не входящие в совет, а также представители целого ряда международных организаций под эгидой ООН и ЮНЕСКО. В перерывах между заседаниями совета программа управляется специальным бюро, в состав которого номинируются представители всех геополитических регионов ЮНЕСКО.
Задачами совета являются:
- руководство и наблюдение за программой «Человек и биосфера»;
- обзор изменений, произошедших в результате действия программы (на основании отчётов национальных комитетов);
- рекомендации исследовательским группам и предложения по созданию региональных и международных групп;
- определение приоритетных проектов в рамках программы;
- координация работы международных исследовательских групп стран-участников;
- координация сотрудничества с другими международными научными программами;
- проведение консультаций с международными неправительственными организациями по научным и техническим вопросам.

Фактически, Международный Координационный Совет принимает решения о создании новых биосферных заповедников и даёт рекомендации на основании периодических отчётов о работе действующих заповедников.